# Paso doble

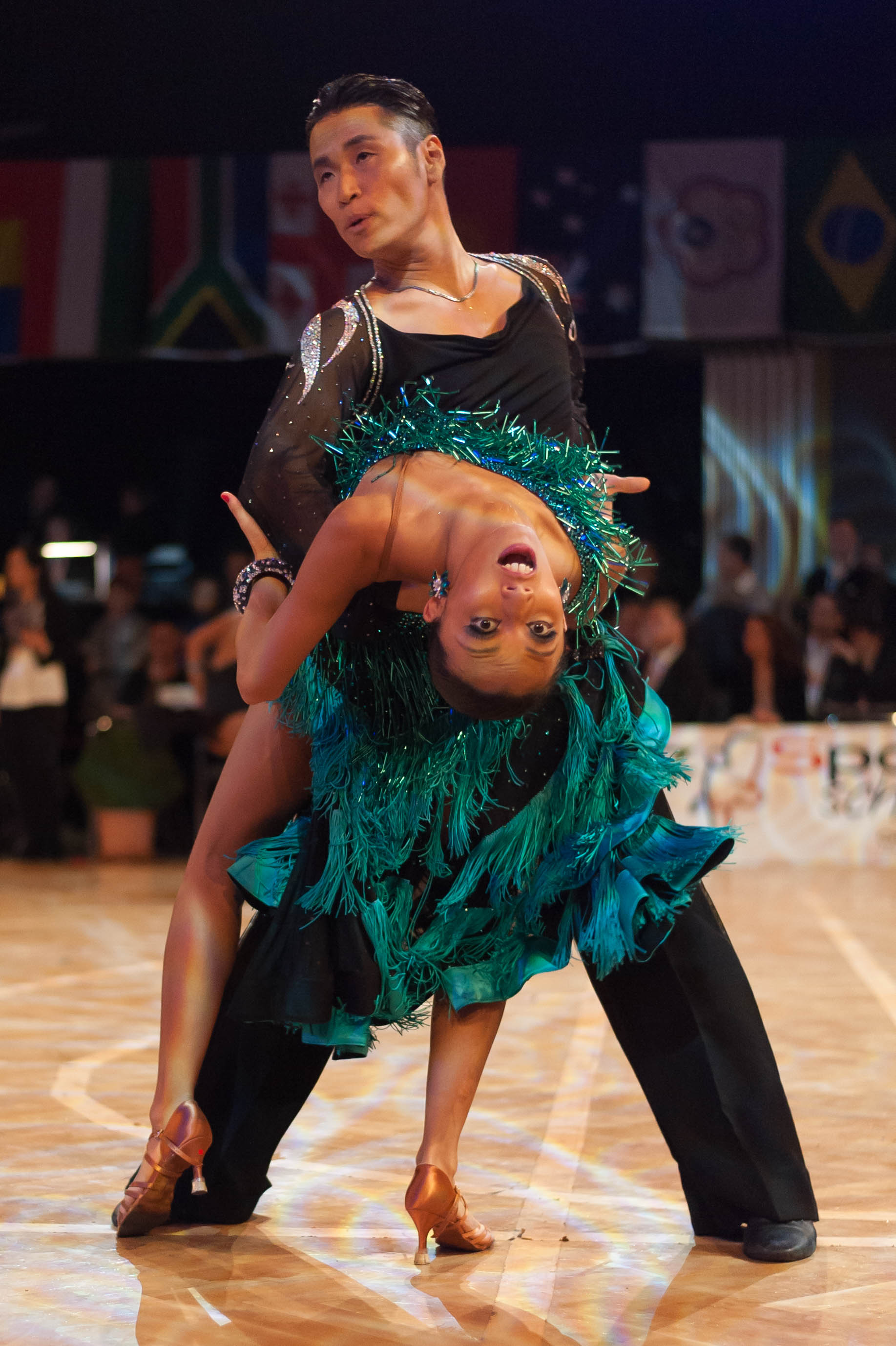
Paso doble

Paso doble sau pasodoble (în spaniolă doi pași) este un dans tradițional spaniol în metru binar, acompaniat de o muzică în caracter de marș. Dansul sugerează prin mișcări și muzica specifică o coride, lupta cu taurul în arenă: în vreme ce dansatorul joacă rolul toreadorul, mișcările partenerei sale duc cu gândul la unduirea capei în mâinile acestuia.

## Caracteristici
Coregrafia este de regulă legată de structura melodică a dansului gitan España Cañí, construit din trei secțiuni muzicale, toate trei în crescendo. Trecerea dintre două astfel de secțiuni este ușor de remarcat datorită pozelor spectaculoase realizate de către dansatori, fapt care contribuie la grandoarea dansului.
Pulsația este notată în măsura de  sau , cu un tempo de 120-124 de bătăi pe minut. Pașii se succed pe fiecare bătaie (pătrime în  sau grup de trei optimi în ).

## Paso doble în cultura de masă
În 1986, regizorul polonez Zdzislaw Stys a realizat la Łódź un scurtmetraj de comedie numit Passo doble. În distribuție figurează actorul Andrzej Dec.
Paso doble larg cunoscute:

- Espana cani (1923, comp. Pascual Marquina Narro, 1873-1948) 

- Gallito (1905, Santiago Lope Gonzalo, 1871-1906) 

- Gerona (1905, Santiago Lope Gonzalo, 1871-1906) 

- El Gato Montes (1916, Manuel Penella, 1880-1939, din opera “El gato montés“) 

- Amparito Roca (1925, Jaume Teixidor Dalmau, 1884-1957) 

- En er mundo (1930, Juan Quintero Muñoz, 1903-1980)